# Olivier Bonfait
Olivier Bonfait (né le 20 juillet 1961 à Montbéliard), est un historien de l'art français.

## Formation et parcours
Après une formation en histoire à l’université de Paris I avec Daniel Roche puis une thèse à l’université Paris IV Sorbonne sous la direction d’Antoine Schnapper (Les Tableaux et les Pinceaux, soutenue en 1992), il devient pensionnaire à la Villa Médicis (Académie de France à Rome) en 1992-1993, puis maître de conférences à l’université Paris IV de 1993 à 1998. 
De 1998 à 2004, il est chargé de mission pour l’histoire de l’art à l’Académie de France à Rome : il fonde la revue Studiolo, et réalise plusieurs expositions importantes (Le Dieu caché en 2000 ; Maestà di Roma en 2003). En 2004, il est conseiller scientifique de l’INHA (où il crée la revue Perspective) et devient en 2006 professeur d’histoire de l’art moderne à l’université de Provence, puis en 2011 à l’université de Bourgogne. Il enseigne également dans le second cycle de l’École du Louvre à partir de 2005. Il a obtenu plusieurs bourses de recherches et d’enseignement à l’étranger (Clark Art Institute, Getty Research Institute, universités de Munich-Eichstätt-Augsbourg) et a été membre de nombreux jurys de thèse et de comité d’évaluation, en France et à l’étranger. 
Son parcours est marqué par un engagement pour la discipline de l'histoire de l'art. Il a été le président de l'Association des professeurs d'archéologie et d'histoire de l'art des universités (APAHAU), fondateur du blog de l'association et son rédacteur en chef. Il a été rédacteur en chef de la revue Perspective de 2006 à 2009 puis de la revue Histoire de l'art de 2010 à 2014 et est actuellement membre de son comité de rédaction,.
Olivier Bonfait a cherché à ouvrir la discipline de l'histoire de l'art aux sciences humaines et aux nouvelles approches qui se développaient dans d’autres pays (notamment par le biais la revue Perspective). Il a également agi pour promouvoir un enseignement d’histoire de l’art dans le secondaire, au niveau européen et national, dans le souci d’une école républicaine faisant partager savoirs et expériences, et stimulant le développement des sensibilités ainsi que les capacités de construire personnellement un discours critique sur l’image. Il a plusieurs fois défendu et illustré la discipline par des articles dans la presse. Dans ses différentes positions se remarque une volonté de faire participer les jeunes chercheurs à la communauté scientifique (création ou animation de séminaires, travaux collectifs comme l’édition de la vie de Pierre Puget).

## Travaux
Ses travaux portent principalement sur la peinture en France et en Italie aux XVIIe et XVIIIe siècles, sur la théorie artistique pendant cette période et sur l’historiographie. Ses recherches se caractérisent par une conscience des enjeux méthodologiques et une ouverture envers les sciences humaines, de Clifford Geertz à Pierre Bourdieu, en s’inspirant notamment des travaux d’Enrico Castelnuovo. 
Il a essayé de renouveler les approches sur les rapports entre arts et société dans sa thèse sur Bologne aux XVIIe et XVIIIe siècles, se démarquant des théories d’autonomisation du champ et des études monographiques ou traditionnelles sur l’histoire des collections. Par une approche totale et globale (de la localisation de la commande par les livres de compte d’artistes à une étude statistique des collections), prenant en compte les théories littéraires de l’époque ou les enseignements du dessin dans les collèges, il montre comment la notion d’école bolonaise s’est constituée au début du XVIIIe siècle, d’abord pratiquement dans le display of art des palais nobles, puis théoriquement au sein de l’Accademia Clementina. Comme le souligne son titre (qui est un écho à celui de Canvas and Carreers des White), les tableaux (peints pour les lieux de réception ou de visualisation) sont toujours en tension avec les pinceaux (des artistes), au lieu d’être leur simple production.
Dans Après Caravage, il procède à une étude de l’historiographie sur la longue période, et retrace le développement de la « caravaggiomania » du XXe siècle, et son caractère extensif avec la création d’une « peinture caravagesque ». Il analyse les rapports entre la peinture de Caravage et les tableaux des artistes appelés caravagesques, en soulignant l’importance de Bartolomeo Manfredi (à propos duquel on parle dès le XVIIe siècle d’une « manfrediana methodus »). Il insiste sur l’autonomie du mouvement « caravagesque » (dont il analyse la sociologie) par rapport à l’esthétique de la peinture de Caravage et cherche à comprendre la genèse d’une peinture de réalité en Europe autour de 1600. 
Son ouvrage sur Nicolas Poussin démonte l’idée reçue d’un Poussin tout de suite adopté par la France « classique » du XVIIe siècle. En replaçant les œuvres et les écrits dans leurs configurations d’origine, il fait voir combien il y eut une série de malentendus sur l’œuvre de Poussin en France et comment le peintre à un moment adapta sa carrière et sa production à un souci de célébrité et d’inscription dans l’histoire. Le souci de Louis XIV de transposer tout ce qu’il a de beau de l’Italie à Paris, la politique de Colbert de créer une peinture française et les stratégies de Charles Le Brun, expliquent une « nationalisation » de l’artiste autour de 1660 malgré l’échec du séjour parisien de Poussin entre 1640-1642, mais aussi le refus de le prendre comme modèle absolu de la peinture à l’Académie. L’élaboration de discours nationaux sur l’histoire de la peinture, notamment avec André Félibien, Roger de Piles ou Perrault déterminèrent la création de « plusieurs » Poussin, qui se chevauchent, et dont les figures différentes permettent la célébrité de l’artiste en France, du siècle de Louis XIV à la République, entre le Dialogue des morts de Fénelon et l’esprit de la Nouvelle Revue Française.
Il est également l'auteur de textes de critiques d'art.

### Publications
- Peintures et rhétoriques Actes du colloque de l'Académie de France à Rome, 10-11 juin 1993, Paris, Réunion des Musées Nationaux, 1994, 188 p. (éditeur, auteur de l’introduction).
- Roma 1630. Il trionfo del pennello, Catalogue de l’exposition, Rome, Villa Médicis-Académie de France à Rome, 1994-1995, Electa, 259 p. (commissaire, éditeur).
- Poussin et Rome, Actes du colloque à l’Académie de France à Rome et à la Bibliotheca Hertziana 16-18 novembre 1994, Paris, Réunion des Musées Nationaux, 1996, 414 p. (en collaboration avec M. Hochmann, S. Schütze, Ch. L. Frommel).
- Curiosité : études d'histoire de l'art en l'honneur d'Antoine Schnapper. Textes réunis par Olivier Bonfait, Véronique Gérard Powell et Philippe Sénéchal, Paris, Flammarion, 1998, 474 p.
- Les tableaux et les pinceaux : la naissance de l’école bolonaise (1680-1780), Collection de l’École Française de Rome, 266, Rome, 2000, 525 p.
- Autour de Poussin. Idéal classique et épopée baroque entre Rome et Paris. Catalogue d’exposition, Rome, Villa Médicis-Académie de France à Rome, Rome, De Luca, 2000, 149 p., avec Jean-Claude Boyer.
- Le Dieu caché. Les peintres du Grand Siècle et la vision de Dieu, Catalogue d’exposition, Rome, Villa Médicis-Académie de France à Rome, Rome, De Luca, 2000, 283 p., en association avec Neil MacGregor.
- Histoire et géographie du collectionnisme, France et Italie, XVIe – XVIIIe siècles, Actes des journées d’études dédiées à Giuliano Briganti, Rome, Académie de France à Rome et Accademia di San Luca, 19-21 septembre 1996 (en collaboration avec M. Hochmann, L. Spezzaferro et B. Toscano), Collection de l’École française de Rome, 287, Rome, 2001, 430 p.
- L’Idéal classique. Les échanges artistiques entre Rome et Paris au temps de Bellori (1640-1700), Actes du colloque Rome, Villa Médicis-Académie de France à Rome, 7-9 juin 2000, Collection d’histoire de l’art de l’Académie de France à Rome, 1, Paris et Rome, 2002, 442 p.
- Maestà di Roma. D’Ingres à Degas. Les artistes français à Rome, Catalogue de l’exposition, Rome, Villa Médicis-Académie de France à Rome, 2003, 614 p., versions française et italienne (commissaire général).
- Les portraits du pouvoir, Actes du colloque Rome, Villa Médicis-Académie de France à Rome, 24-26 avril 2001, Collection d’histoire de l’art de l’Académie de France à Rome, 3, Paris et Rome, 2003, 268 p. (éditeur avec Brigitte Marin).
- La description de l’œuvre d’art. Du modèle classique aux variations contemporaines, Actes du colloque Rome, Villa Médicis-Académie de France à Rome, 13-15 juin 2001, Collection d’histoire de l’art de l’Académie de France à Rome, 4, Paris et Rome, 2004, 336 p.
- Bernini dai Borghese ai Barberini. La cultura a Roma intorno agli anni venti, Actes du colloque Rome, Villa Médicis-Académie de France à Rome, 17-19 février 1999, Rome, 2004, 157 p. (éditeur avec Anna Colliva).
- Le goût pour la peinture italienne autour de 1800, prédécesseurs, modèles et concurrents du cardinal Fesch, Actes du colloque, Ajaccio, 1er-4 mars 2005, Paris-Ajaccio, 2006, 384 p. (co-éditeur).
- La peinture de genre au temps du cardinal Fesch, Actes du colloque, Ajaccio, 15 juin 2007, Paris-Ajaccio, 2008, 206 p. (co-éditeur, rédacteur d’un essai).
- Simon Vouet et l’Italie, Actes du colloque, Nantes, 4-6 décembre 2008, Paris-Rennes, 2011 (éditeur avec Hélène Rousteau-Chambon, rédacteur de l’introduction et d’un essai).
- Après Caravage. Une peinture caravagesque ?, Paris, Hazan, 2012, 222 pages.
- Le peuple de Rome. Représentations et Imaginaire de Napoléon à l’Unité italienne, Catalogue de l’exposition, Ajaccio, Palais Fesch, 27 juin-30 septembre 2013 (éditeur).
- Poussin et Louis XIV, Paris, Hazan, 2015, 302 pages.

### Sélection d'articles en ligne

#### Editorial
- Avec Jean-Pierre Cuzin, « Perspective : une revue d’histoire de l’art à l’INHA », Perspective, 1 | 2006, p. 7-8 [Mis en ligne le 31 mars 2018, consulté le 28 janvier 2022. URL : http://journals.openedition.org/perspective/3923 ; DOI : https://doi.org/10.4000/perspective.3923].
- Avec Jean-Pierre Cuzin « L’histoire de l’art dans un pays », Perspective, 2 | 2006, p. 155-156 [Mis en ligne le 31 mars 2018, consulté le 28 janvier 2022. URL : http://journals.openedition.org/perspective/340 ; DOI : https://doi.org/10.4000/perspective.340].

#### Articles
- Avec Andreas Beyer, Francis Croissant, Sophie Krebs, Élisabeth Taburet-Delahaye, Henri Zerner, « Schèmes de périodisation en histoire de l’art : enjeux intellectuels et pratiques publiques », Perspective, 4 | 2008, 621-638 [Mis en ligne le 11 avril 2018, consulté le 28 janvier 2022. URL : http://journals.openedition.org/perspective/2667 ; DOI : https://doi.org/10.4000/perspective.2667].
- Avec Willibald Sauerländer, Pierre-Yves Le Pogam, Michael F. Zimmermann et Marion Boudon-Machuel, « « L’œil écoute » », Perspective, 2 | 2010, 285-300 [Mis en ligne le 13 août 2013, consulté le 28 janvier 2022. URL : http://journals.openedition.org/perspective/1193 ; DOI : https://doi.org/10.4000/perspective.1193].